# Krajský přebor – Pardubice 1952
Krajský přebor – Pardubice 1952 byla  jednou z 20 skupin 2. nejvyšší fotbalové soutěže v Československu. V soutěži se utkalo 12 týmů každý s každým dvoukolovým systémem jaro-podzim. 

## Konečná tabulka
| Poř. | Tým                          | Z  | V  | R | P  | VG | OG  | B  |
| ---- | ---------------------------- | -- | -- | - | -- | -- | --- | -- |
| 1.   | TJ Chemik Semtín Pardubice   | 22 | 16 | 2 | 4  | 91 | 30  | 34 |
| 2.   | Botana Holice                | 22 | 13 | 3 | 6  | 69 | 27  | 29 |
| 3.   | ZSJ ČSSZ Pardubice           | 22 | 13 | 2 | 7  | 85 | 43  | 28 |
| 4.   | DSO Sokol LZ Ústí nad Orlicí | 22 | 11 | 4 | 7  | 74 | 52  | 26 |
| 5.   | ČSD Česká Třebová            | 22 | 12 | 1 | 9  | 51 | 37  | 25 |
| 6.   | Transporta Chrudim           | 22 | 12 | 1 | 9  | 52 | 49  | 25 |
| 7.   | DSO Sokol ČKD Choceň         | 22 | 10 | 3 | 9  | 59 | 64  | 23 |
| 8.   | SK Kosmos Čáslav             | 22 | 10 | 1 | 11 | 54 | 54  | 21 |
| 9.   | EP Hlinsko                   | 22 | 9  | 1 | 12 | 50 | 79  | 19 |
| 10.  | Sokol Sezemice               | 22 | 7  | 2 | 13 | 44 | 70  | 16 |
| 11.  | TJ Sokol Kovo Chotěboř       | 22 | 4  | 3 | 15 | 40 | 65  | 11 |
| 12.  | TJ Sokol Perla Česká Třebová | 22 | 1  | 3 | 18 | 20 | 119 | 5  |

Poznámky:
- Z = Odehrané zápasy; V = Vítězství; R = Remízy; P = Prohry; VG = Vstřelené góly; OG = Obdržené góly; B = Body;